# Solvognen (teatergruppe)
 For alternative betydninger, se Solvognen. (Se også artikler, som begynder med Solvognen)
Solvognen var en politisk teatergruppe med tilknytning til Christiania.[kilde mangler] Den blev oprettet som en lys- og lysbilledgruppe i 1969 og blev opløst igen i 1982.
Solvognens happening "Julemandshæren" blev i 2004 medtaget i Kulturministeriets Kulturkanonen, der er en liste med 108 kunstværker, som officielt er essentielle i den danske kulturarv.

## Diskografi
- Købmandsliv[3]
  - A-side
    1. "Ouverture"
    2. "Venetex"
    3. "Cykelsang"
    4. "Jackpot"
    5. "Fugledrøm"

  - B-side
    1. "Socialen"
    2. "Pølsens Pris"
    3. "Fru Madsens Blues"
    4. "Avissangen"
    5. "Hr. Madsens Sang"
    6. "Vi Er På Vej"

- Det Hvide Slot[3]
- Charter tour Amore[3]
- Wounded Knee, (1973) [1]
- Rebild aktionen (1976) [3]
- Dyrehæren[3]
- NATO-hæren (1973)
- Julemandshæren (1974)[4]
- Elverhøj (1975)[1]